# Prix Van Gysel
Pour les articles homonymes, voir Gysel.
 (novembre 2023).
Le prix Van Gysel est un prix triennal attribué par la Fondation Van Gysel à un chercheur en sciences biomédicales. Le prix est créé en 1989 en hommage à Jean Baptiste van Gysel (1885-1956) qui fut le promoteur des magasins à chaîne en Belgique et le fondateur des magasins Sarma. Le prix récompense les chercheurs de l’Union européenne qui se sont distingués dans le champ de la biomédecine.

## Récipiendaires
- 1990 - Pierre Laduron[2]
- 1992 - Philip Cohen (en)[2]
- 1994 - Jens F.Rehfeld[2]
- 1997 - Christine Dambly-Chaudière et Alain Ghysen[2]
- 2000 - Gilbert Vassart (en)[2]
- 2003 - Emile Van Schaftingen [3]
- 2006 - Leena Peltonen-Palotie[2]
- 2009 - Franz-Ulrich Hartl[2]